# Dan Avram
Dan Avram (n. 23 noiembrie 1953) a fost un senator român în legislatura 2000-2004 ales în județul Bacău pe listele partidului PNL începând de la data de 2 decembrie 2003, când l-a înlocuit pe senatorul Dan Constantinescu.